# Timok (vattendrag i Bulgarien)
Timok (bulgariska: Тимок) är ett vattendrag i Bulgarien, på gränsen till Serbien. Det ligger i den nordvästra delen av landet, 180 km norr om huvudstaden Sofia.
Trakten runt Timok består till största delen av jordbruksmark. Runt Timok är det ganska glesbefolkat, med 34 invånare per kvadratkilometer.